# Le Flore
Le Flore é uma cidade  localizada no estado norte-americano de Oklahoma, no Condado de Le Flore.

## Demografia
Segundo o censo norte-americano de 2000, a sua população era de 168 habitantes.
Em 2006, foi estimada uma população de 174, um aumento de 6 (3.6%).

## Geografia
De acordo com o United States Census Bureau tem uma área de
3,6 km², dos quais 3,6 km² cobertos por terra e 0,0 km² cobertos por água.

## Localidades na vizinhança
O diagrama seguinte representa as localidades num raio de 28 km ao redor de Le Flore.